# Beata Ulcyfer
Beata Ulcyfer, po mężu Jabłońska (ur. 1969) – polska koszykarka, multimedalistka mistrzostw Polski.

## Osiągnięcia
- Mistrzyni Polski (1989–1991)[1]
- Wicemistrzyni Polski (1988)
- Zdobywczyni pucharu Polski (1990)